# هوارد بلاكبيرن
هوارد بلاكبيرن هو بحار كندي، ولد في 1859، وتوفي في 1932.